# Большая Варакша
Большая Варакша — река в России, протекает в Шабалинском районе Кировской области. В верхнем течении также называется Варакша. Устье реки находится в 86 км по правому берегу реки Большая Какша. Длина реки составляет 23 км, площадь водосборного бассейна 118 км². В 8,1 км от устья, по правому берегу реки впадает река Варакошка.
Исток реки расположен в лесах на границе с Костромской областью у деревни Новый Заселок в 35 км к западу от посёлка Ленинское. Вскоре после истока протекает деревню Крутые Лога, далее течёт на юг по ненаселённому заболоченному лесу. Впадает в Большую Какшу выше деревни Жирново.

## Данные водного реестра
По данным государственного водного реестра России относится к Верхневолжскому бассейновому округу, водохозяйственный участок реки — Ветлуга от истока до города Ветлуга, речной подбассейн реки — Волга от впадения Оки до Куйбышевского водохранилища (без бассейна Суры). Речной бассейн реки — (Верхняя) Волга до Куйбышевского водохранилища (без бассейна Оки).
По данным геоинформационной системы водохозяйственного районирования территории РФ, подготовленной Федеральным агентством водных ресурсов:
- Код водного объекта в государственном водном реестре — 08010400112110000042216
- Код по гидрологической изученности (ГИ) — 110004221
- Код бассейна — 08.01.04.001
- Номер тома по ГИ — 10
- Выпуск по ГИ — 0